# ドラマトゥルク
ドラマトゥルク（独 Dramaturg）は、演劇カンパニーにおいて戯曲のリサーチや作品制作に関わる役職。今日みられるその機能は18世紀のドイツの戯曲家、哲学者、演劇理論家のゴットホルト・エフライム・レッシングに由来する。

## ドラマトゥルクの役割
ドラマトゥルクの貢献の一つは、様々な種類の戯曲やそれらの相互関係性、スタイルを分類し、検討することである。職分はカンパニーにより異なるが、以下を含むことがある。役者の起用、戯曲のシーズンの一貫性をもった展開、レジデントやゲスト作家による新作への支援やその編集、プログラムや付随する教育サービスをつくること、リハーサルにおいて演出家を助けること、歴史解説者や亡くなった／あるいは別の理由で不在の作家のためにスポークスマンとなること。大規模な演劇では、ドラマトゥルクは戯曲とその背景の歴史、文化的なリサーチに携わる。カンパニーにおいては、演出家と役者のためのワークブック（通常これらは別個である）を作成し、特に最初のリハーサルに先行して演出家と重点的に仕事をする。